# Kelvin Davis
Kelvin Geoffrey Davis (Bedford, Inglaterra, 29 de diciembre de 1976), exfutbolista, en la posición de guardameta, y entrenador inglés. 

## Clubes
| Club              | País       | Año       |
| ----------------- | ---------- | --------- |
| Luton Town        | Inglaterra | 1994      |
| Torquay United    | Inglaterra | 1994-1995 |
| Luton Town        | Inglaterra | 1995-1997 |
| Hartlepool United | Inglaterra | 1997      |
| Luton Town        | Inglaterra | 1997-1999 |
| Wimbledon FC      | Inglaterra | 1999-2003 |
| Ipswich Town      | Inglaterra | 2003-2005 |
| Sunderland AFC    | Inglaterra | 2005-2006 |
| Southampton       | Inglaterra | 2006-2016 |

## Palmarés

### Campeonatos nacionales
| Título                 | Club           | País       | Año  |
| ---------------------- | -------------- | ---------- | ---- |
| Football League Trophy | Southampton FC | Inglaterra | 2010 |